# Yuriy Bakarinov
Yuriy Mikhailovich Bakarinov (en russe : Юрий Михайлович Бакаринов  ; né le 8 mai 1938 à Moscou) est un athlète soviétique spécialiste du lancer du marteau. Il devient entraineur à la fin de sa carrière, pour l'Union soviétique puis la Russie, dont il prend la nationalité après l'éclatement de l'URSS.
Il a notamment entrainé Aleksey Zagornyi et Ihar Astapkovich.

## Biographie

### Palmarès
| Date | Compétition           | Lieu     | Résultat | Performance |
| ---- | --------------------- | -------- | -------- | ----------- |
| 1962 | Championnats d'Europe | Belgrade | 3e       | 66,57 m     |
| 1964 | Jeux olympiques d'été | Tokyo    | 5e       | 66,72 m     |
| 1965 | Universiade d'été     | Budapest | 3e       | 63,74 m     |

### Records
| Épreuve           | Performance | Lieu | Date |
| ----------------- | ----------- | ---- | ---- |
| Lancer du marteau | 69,55 m     |      | 1964 |